# William Smith (geòleg)
William Smith (Churchill, Oxfordshire, 23 de març de 1769 – Northampton, 28 d'agost de 1839) fou un geòleg anglès, reconegut per crear el primer mapa geològic de les illes britàniques. Se'l coneix igualment com un dels «pares» de la geologia contemporània pel fet d'establir el que és conegut actualment com a principi de successió faunísitica.
Smith era fill d'un ferrer que morí quan William tenia 8 anys. Degut això la seva mare l'envià a viure amb un oncle seu que vivia en una granja. Aquest canvi permeté al petit William entrar en contacte amb els fòssils de la zona, col·leccionant-los gairebé compulsivament, cosa que no agradava gaire al seu oncle.

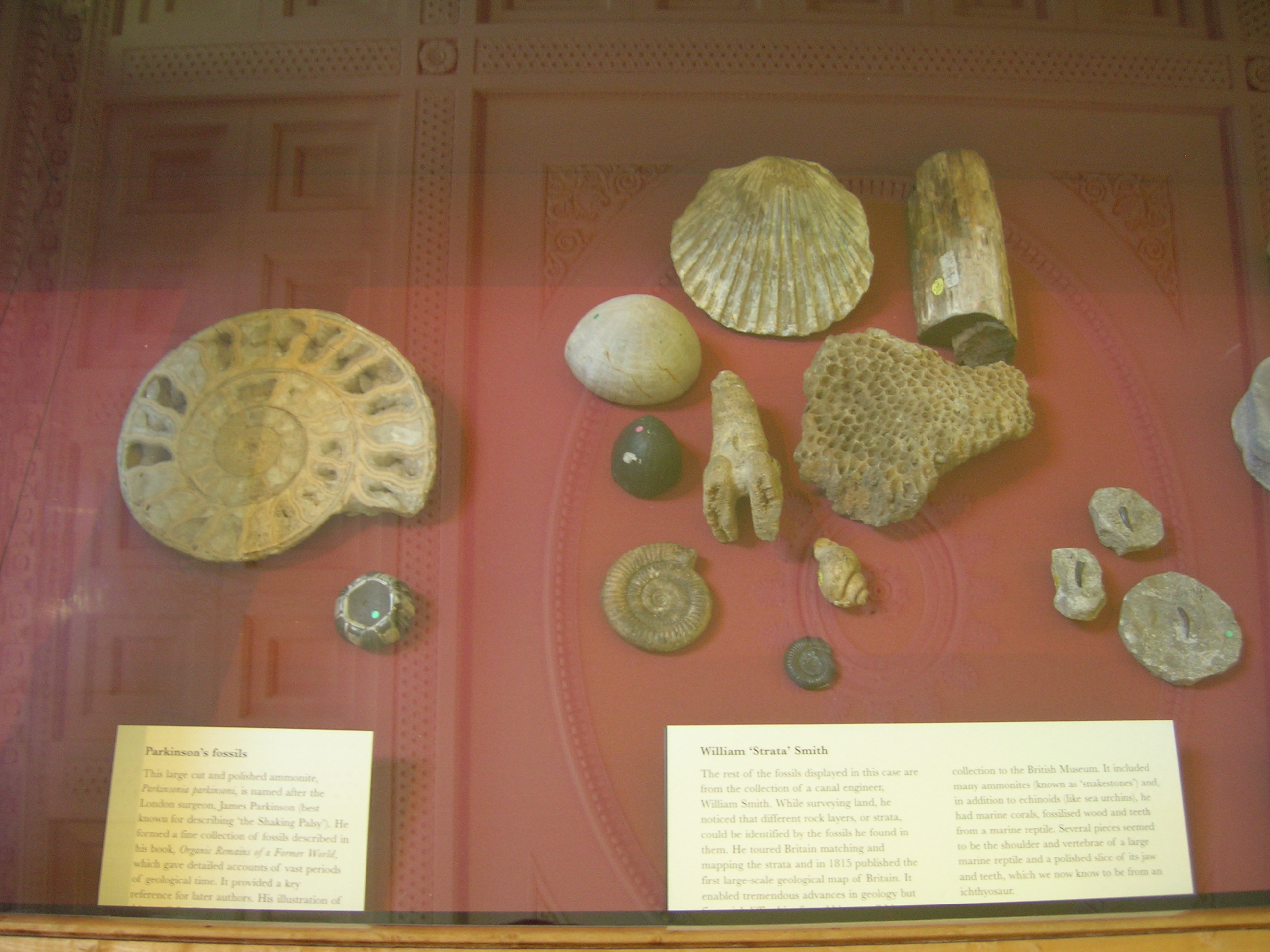
Col·lecció de fòssils de William Smith (dreta) a l'esquerra espècimens recol·lectats per James Parkinson.

Amb divuit anys i gràcies als seus dots en geometria entra a treballar al servei d'Edward Webb un prospector geològic establert a Stow-on-the-Wold. Amb 22 anys Smith s'establí a Somerset per tal d'estar més a prop de Stowey on treballava com a prospector per a Lady Elizabeth Jones, que disposava d'explotacions de carbó. L'observació de diferents mines de carbó a cel obert li permeté observar patrons estratigràfics similars. És a dir, observà que les successions dels estrats es repetien en el mateix ordre en diferents llocs. En aquell temps en el transport a llarga distància dins de l'illa britànica es realitzava establint canals navegables (el ferrocarril a vapor no seria comercialment viable fins al 1811) i Smith recorregué el país per a realitzar l'estudi del traçat per al futur Somerset Coal Canal (canal del carbó de Somerset). La construcció del canal li permeté recollir més dades estratigràfiques. En aquella les idees de Steno sobre que els estrats més antics corresponien als superiors i que els inferiors eren els més antics estava ben establerta en la comunitat de geòlegs. La important idea que establí Smith en la ciència estratigràfica fou la correlació en la composició de fòssils pel que fa a les "espècies" presents, de tal manera que els estrats sedimentaris en diferents punts amb una mateixa composició de fòssils li conferia una mateixa època de sedimentació i, per tant, permetia relacionar dos estrats separats a distàncies considerables i permetre diferenciar estrats amb la mateixa composició de sediments. Aquestes troballes foren publicades a “Strata Identified by Organized Fossils”, publicat entre 1816 i 1819. Aquest es postulà com el principi de successió faunística.

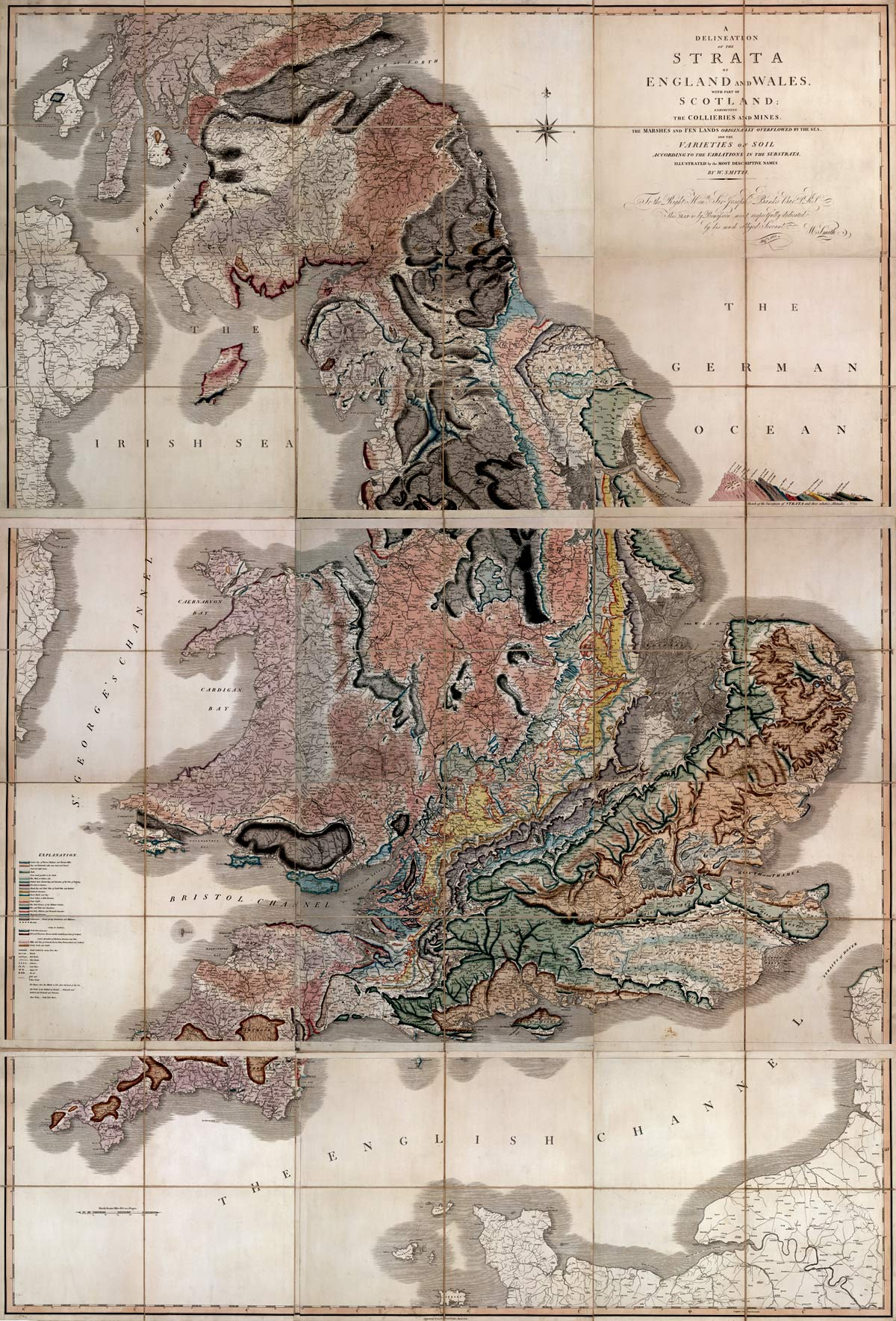
Mapa d'Anglaterra i Gal·les publicat el 1815.

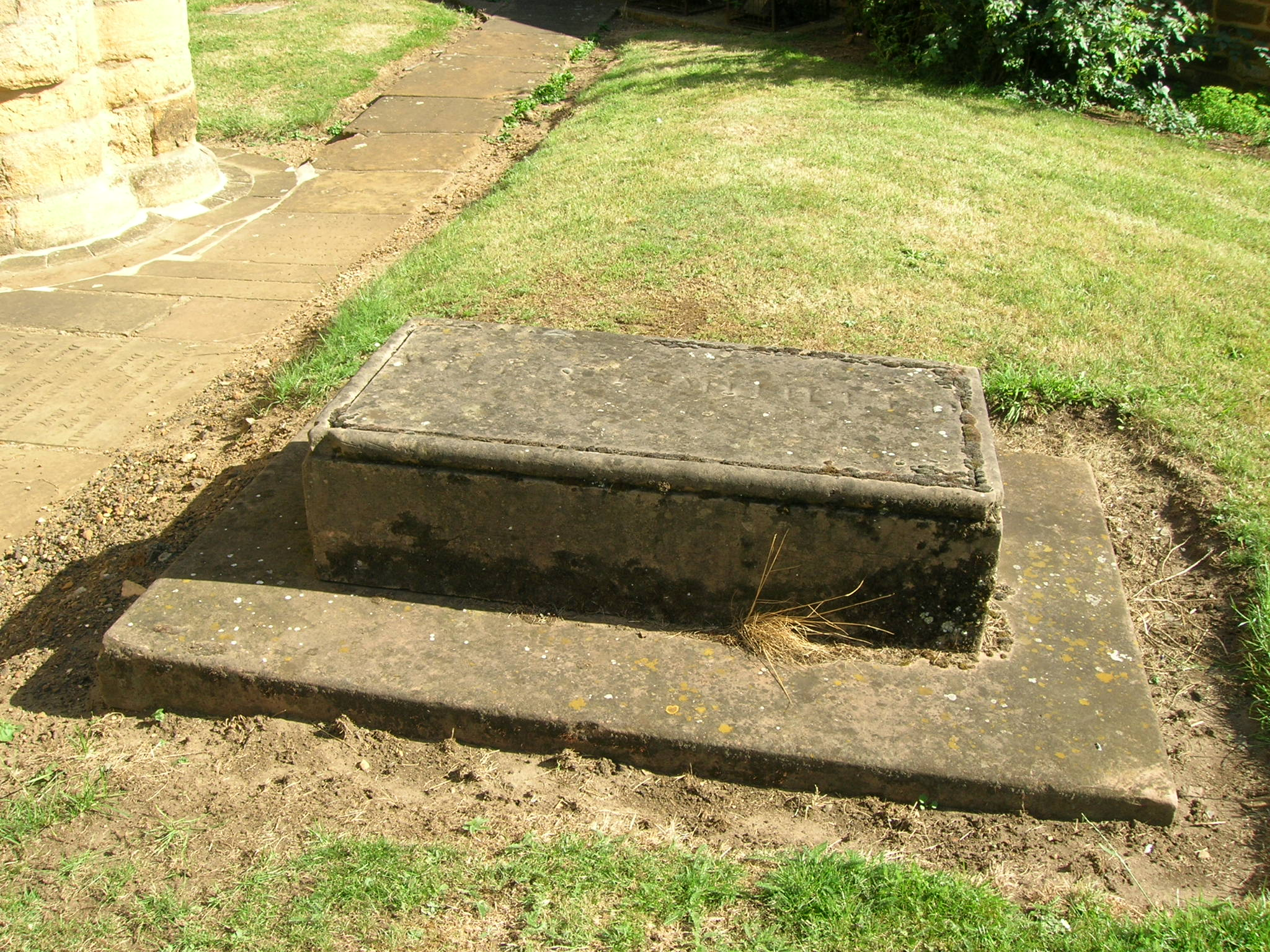
Tomba de William Smith.

Paral·lelament al desenvolupament d'aquest principi Smith s'embarcà en l'elaboració del “Geological Atlas of England and Wales” (Atles geològic d'Anglaterra i Gal·les) obra que publicà el 1815. Smith adquirí diverses propietats immobles, més enllà de la seva capacitat financera. Aquesta desmesurada despesa el conduí a haver de vendre la seva col·lecció de fòssils al Museu Britànic, però això no eixugà els seus deutes i l'onze de juny de 1819 complí una condemna d'onze setmanes al King's Bench, presó londinenca per a deutors. És probable que a banda de l'adquisició d'aquestes propietats anés lligat a la perspectiva d'un bon èxit comercial d'aquesta obra, però degut a la tardança en la seva publicació i a la probable apropiació de les seves notes per part de George Bellas Greenough, president de la Societat Geològica de Londres, que usà per a elaborar un mapa de similars característiques i eclipsat pel prestigi del càrrec el seu mapa no obtingué l'èxit comercial esperat. Després d'abandonar la presó Smith anà encadenant feines menors fins a establir-se com a vigilant d'una finca agrícola. El 1831 rebé l'honor de formar part de la Societat Geològica de Londres i li atorgaren la medalla Wollaston, màxima distinció de la institució, rebé el doctorat honorífic del Trinity College (Dublín) i una pensió vitalícia per part del rei Guillem IV del Regne Unit.